# Дженнингс, Герберт Спенсер
Герберт Спенсер Дженнингс (англ. Herbert Spencer Jennings, 8 апреля 1868, Тоника, штат Иллинойс — 14 апреля 1947, Санта-Моника, Калифорния) — американский учёный-зоолог, биолог-генетик, натуралист, автор трудов по генетике популяций и экологии животных. Один из первых исследователей генетики одноклеточных организмов. Его исследования помогли продемонстрировать связь между физической и химической стимуляцией и автоматическими реакциями у простейших («Поведение низших организмов», 1906).
Иностранный член-корреспондент Российской академии наук (1924) и Академии наук СССР (1925).

## Биография
Родился 8 апреля 1868 года, в деревне Тоника, штат Иллинойс, в семье Джорджа Нельсона Дженнингса и его жены Олив Тафт Дженкс.
Учился в Мичиганском университете, получил степень бакалавра в 1893 году. Продолжил обучение в Гарварде, где получил степень магистра (1895 год) и докторскую степень в 1896 году. В 1906 году начал карьеру в Университете Джонса Хопкинса в Балтиморе, где работал до выхода на пенсию в 1938.
Был дважды женат: в 1898 году на Луизе Берридж, в 1939 году на Лулу Плант.
Умер в Санта-Монике, Калифорния, 14 апреля 1947 года.

## Карьера
В 1924 году Дженнингс опубликовал в журнале Scientific Monthly статью «Наследственность и окружающая среда», которая была дальновидной, поскольку предвидела двойную спираль, и провокационно либеральной в своих комментариях о расовых различиях и американской иммиграционной политике.
После жалоб на документальный фильм под названием «Наследственные заболевания» Институт Карнеги в Вашингтоне поручил Дженнингсу просмотреть работу Гарри Х. Лафлина. Дженнингс обнаружил фальсифицированные данные и подтасованные выводы.
В 1930 году Герберт Спенсер опубликовал «Биологические основы человеческой природы», в котором обсуждал евгенику, генетическое влияние на человеческие черты и критиковал упрощенные интерпретации наследственности, основанные на менделизме, подчеркивая взаимодействие генов и окружающей среды и полигенность.
Один из первых исследователей генетики одноклеточных микроорганизмов. Выступал с критикой теории тропизмов. Проводил опыты на инфузориях, чтобы обосновать положение о том, что «организм реагирует на воздействия среды как целое, и его поведение, носит системный характер и может быть объяснено как результат отбора движений, случайно оказавшихся успешными, то есть полезными для самосохранения». В своём эксперименте пытался накормить инфузорию Stentor roeselii частицами кармина, который вызывает у простейших раздражение. Сначала простейшие отодвигали тело, чтобы избежать контакта с краской. Если избежать контакта не удавалось, они пытались оттолкнуть раздражитель. Если это не помогало, инфузории начинали сокращаться, откреплялись от поедаемой органики и уплывали прочь. В результате этого, Дженнингс пришёл к выводу, что у одноклеточных организмов есть своеобразная память. В своём труде «Поведение низших организмов» ввёл понятие о потребности организма, его видовом и индивидуальном опыте. Работы Дженнинга способствовали утверждению объективного метода в зоопсихологии и преодолению механистических и виталистских воззрений на детерминацию поведения.
Эксперименты, проведённые в 1960-х годах, не подтвердили наблюдения Дженнингса, в результате версия учёного стала подвергаться обструкции. Опыты были неуспешными, так как учёные использовали другой вид инфузории — Stentor coeruleus. Только в 2019 году биологи из Гарвардского университета повторили опыт Дженнингса на Stentor roeselii и доказали, что простейшее одноклеточное — инфузория, способна запоминать информацию и применять её в своей жизни.
Дженнингс был лауреатом первой премии Лейди 1925 года Академии естественных наук Филадельфии.
Иностранный член-корреспондент Российской академии наук c 6 декабря 1924 года (АН СССР с 1925) — Отделение физико-математических наук (по разряду биологических наук (зоология)).